# È una vita
È una vita è un singolo del cantautore italiano Nesli, pubblicato il 20 settembre 2013 come secondo singolo estratto dal sesto album in studio Nesliving Vol. 3 - Voglio di +.

## Video musicale
Il videoclip è stato pubblicato il 4 ottobre 2013 attraverso il canale YouTube dell'artista.